# 里村紹巴

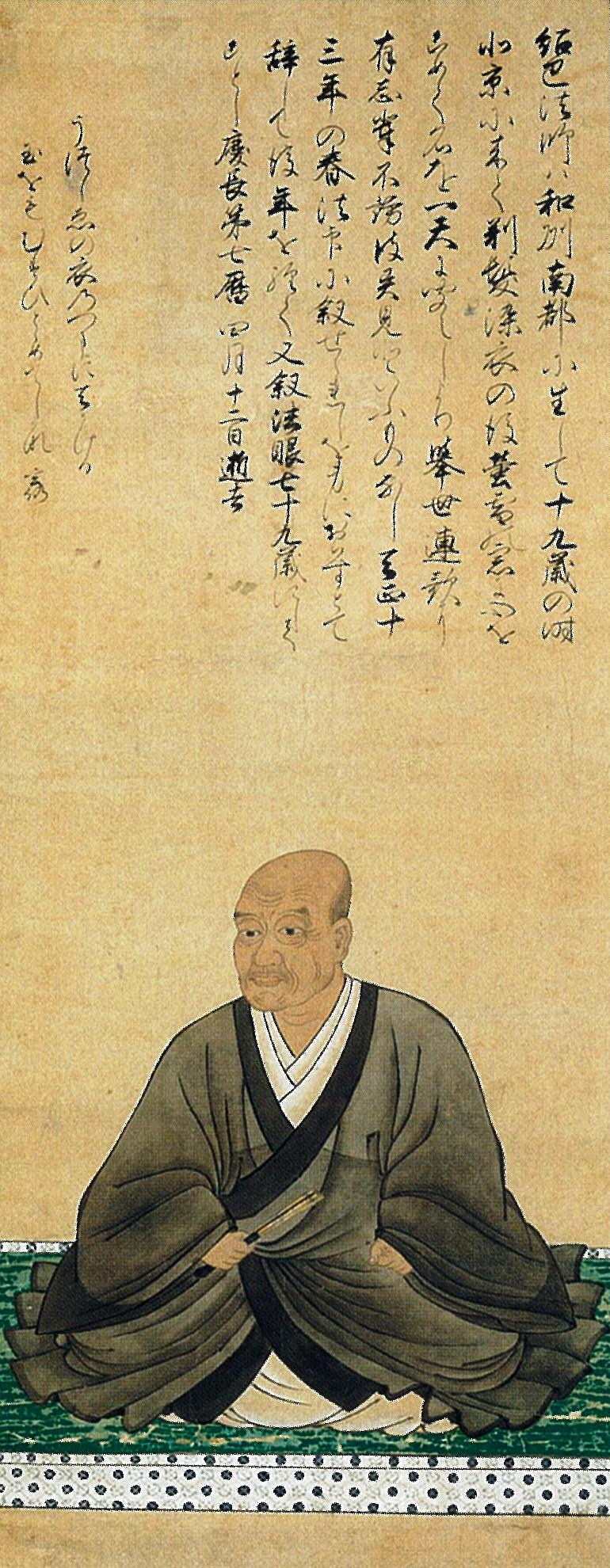
里村紹巴像（東京国立博物館蔵）

里村 紹巴（さとむら じょうは、大永5年〈1525年〉- 慶長7年4月12日〈1602年6月2日〉）は、戦国時代の連歌師。里村姓は後世の呼称であり、本姓は松井氏ともいわれる。号は臨江斎・宝珠庵。奈良の生れ。長男に里村玄仍、次男に里村玄仲、娘婿に里村昌叱。

## 略歴
連歌を周桂（しゅうけい）に学び、周桂の死後、里村昌休につき、のち里村家を継いだ。その後公家の三条西公条をはじめ、織田信長・明智光秀・豊臣秀吉・三好長慶・細川幽斎・島津義久・最上義光など多数の武将とも交流を持ち、天正10年（1582年）、明智光秀が行った「愛宕百韻」に参加したことは有名である。本能寺の変後には豊臣秀吉に疑われるも難を逃れた。
40歳のとき宗養の死で連歌界の第一人者となるが、文禄4年（1595年）の豊臣秀次事件に連座して近江国園城寺（三井寺）の前に蟄居させられた。連歌の円滑な進行を重んじ連歌論書『連歌至宝抄』を著したほか、式目書・式目辞典・古典注釈書などの著作も多く、『源氏物語』の注釈書『紹巴抄』、『狭衣物語』の注釈書『下紐』などが現存している。近衛稙家に古今伝授をうけた。門弟には松永貞徳などがいる。
紹巴は豊臣秀吉が帰依していた高野山の木食応其と親交が深く、また最上義光の連歌師、一花堂乗阿など時宗の僧とも交流があり、後に里村家からは宝永5年（1707年）に時宗の遊行上人を継承した遊行48代賦国（ふこく）が出た。里村家は徳川宗家に仕え、幕府連歌師として連歌界を指導した。紹巴の子孫が里村本家（北家）と呼ばれ、娘婿の里村昌叱の子孫が里村南家と呼ばれた。

## 逸話
- 辻斬りに遭遇したが、逆に刀を奪い取って追い払ったことがあり、これを信長に賞賛された、と、弟子の貞徳が伝えている。
- 本来は松井氏であるとされるが、師に当たる里村昌休の家を継承した。昌休が残した子を養育し、のちに自身の娘婿とした。この子が南家初代の昌叱である。

## 紹巴織
着物や帯に使われる西陣織等の生地の名物裂の一つで、里村紹把が所持していた事からこの名がついたといわれる。経、緯ともに強撚糸を用いて、細かい横の杉綾文や山形文状の地紋を出し、幾何学模様のほかに、花や唐子が遊んでいる様子を文様化したものもある
。

## 関連書籍
- 小高敏郎『ある連歌師の生涯　里村紹巴の知られざる生活』至文堂、1967

## 紹巴を主人公とした作品
- 岩井三四二『覇天の歌』講談社、2009